# Jean Durand (Regisseur)

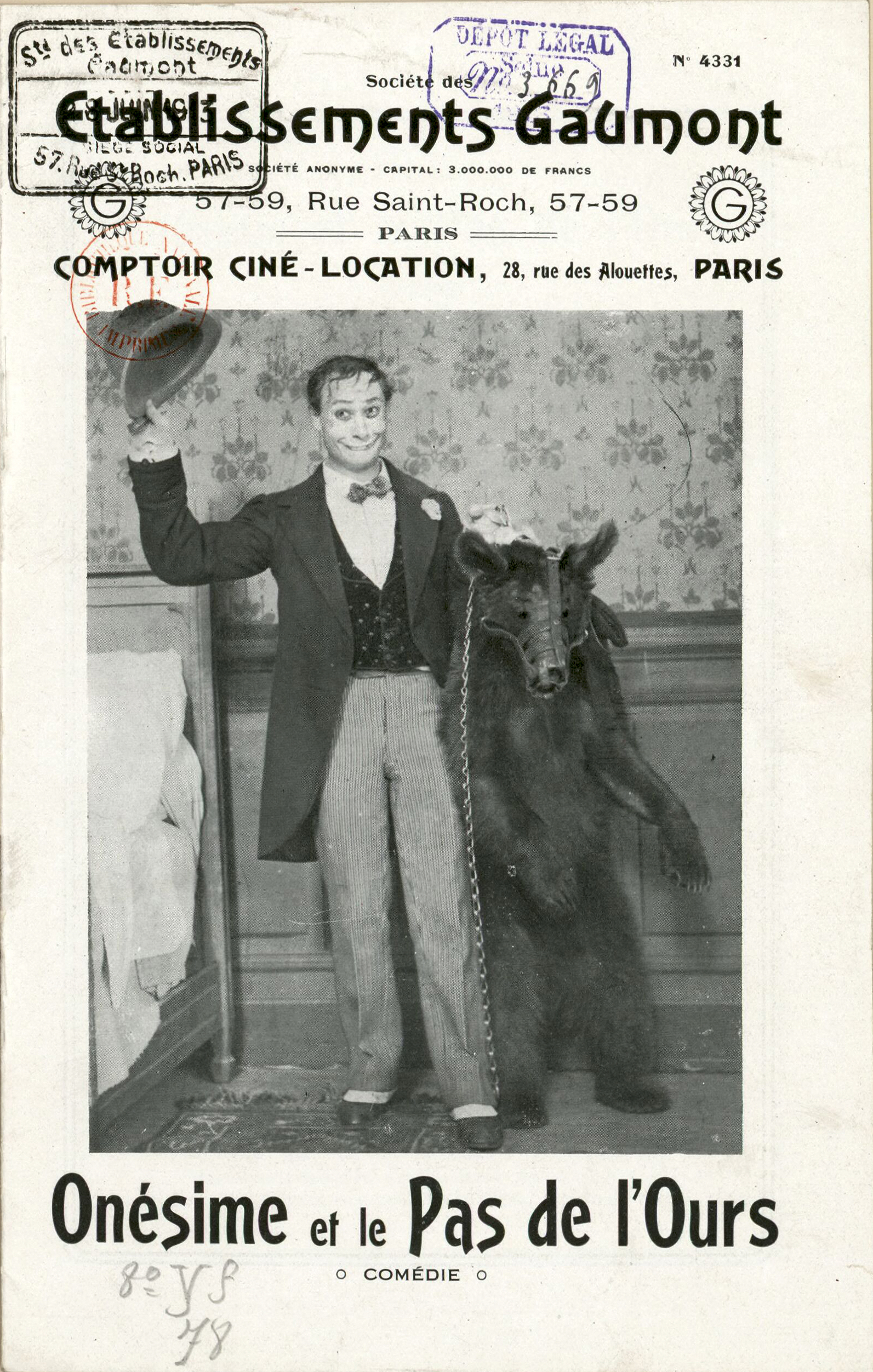
Jean Durand

Jean Durand (* 15. Dezember 1882 in Paris; † 10. März 1946 ebenda) war ein französischer Regisseur.

## Leben
Durand war einer der Pioniere des Spielfilms in Frankreich; seine Karriere begann 1908 und umfasste bis 1914 alleine etwa 220 Filme, darunter sehr frühe Western (meist mit Joe Hamman); danach wandte sich der für die Pathé, Lux und Gaumont abwechselnd arbeitende Durand den komischen Reihen um die selbstgeschaffenen Calino und Onésime, Patouillard und Zigoto zu, burlesken Charakteren, die er mit einer Gruppe von Akrobaten inszenierte. Dieser Komikertruppe Les Pouics, die Durand die ganze Stummfilmzeit hindurch begleitete, gehörten u. a. Bertho und Gaston Modot an. Zuvor hatte er als Zeichner für die Zeitschrift Pêle-Mêle gearbeitet.
Ein ausführlicher Querschnitt durch sein Werk mit einer Gesamtdauer von über 5 Stunden wurde von Gaumont als Teil der DVD-Sammlung Gaumont - Le cinéma premier 2009 auf 2 DVDs veröffentlicht.

## Filmografie (Auswahl)
- 1909: Cyrano de Bergerac
- 1910–1914: Western-Reihe (mind. 10 Filme)[3]
- 1910: La main coupé
- 1911: Les aventures de Rob Roy
- 1911–1912: Calino-Reihe (mind. 27 Filme)[4]
- 1911–1912: Zigoto-Reihe (mind. 14 Filme)
- 1912–1913: Onésime-Reihe (mind. 65 Filme)
- 1919: Serpentin-Reihe (7 Filme)
- 1920–1922: Marie-Reihe (5 Filme)
- 1928: L'île d'amour
- 1929: Détresse (letzter Film)